# Völkischer Beobachter
El Völkischer Beobachter o VB («L'Observador Popular») va ser un setmanari i més tard un diari alemany (1920-1945). Era el diari oficial del Partit Nacional Socialista dels Treballadors Alemanys (NDSAP), el partit nazi des de 1920. Aparegué primer com a setmanari i passà a edicions diàries des del 8 de febrer de 1923. Durant vint-i-cinc anys va ser la façana pública del nazisme.
El VB duia com a titular perenne el lema «Diari de combat del Moviment Nacionalsocialista de la Gran Alemanya» El periòdic es deia originàriament Münchner Beobachter («L'Observador de Múnic»), que fou adquirit el 1918 per la Societat Thule i a l'agost de 1919 va prendre la capçalera de Völkischer Beobachter. El NSDAP el va comprar el desembre de 1920 per iniciativa de Dietrich Eckart que en va ser el redactor en cap del 1921 cap al 1923, el director o Reichsleiter per a la premsa del NSDAP, Max Amann. Fins al 1922, Hitler hi va publicar molts articles. Des del 1933 era quasi equivalent a un diari oficial, com que partit i govern eren un mateix.
Amb 8.000 exemplars la circulació del periòdic als inicis era prou modesta. La demanda va incrementar cap als 25.000 exemplars a la tardor del 1923 a causa de l'ocupació del Ruhr. Aquest any, Alfred Rosenberg en va esdevenir l'editor. Amb la prohibició de l'NSDAP després del Putsch de Múnic del 9 de novembre de 1923, el diari va deixar de circular. Va tornar després de la refundació del partit nazi el 26 de febrer de 1925. La tirada va créixer unida a l'èxit del moviment nazi i arribar als 120.000 exemplars el 1931 i als 1.700.000 el 1944. L'última edició del nord d'Alemanya data del 27 d'abril i la del sud és del 30 d'abril de 1945, pocs dies abans de la rendició alemanya a la Segona Guerra Mundial, i després d'aquesta data el Völkischer Beobachter va deixar de ser publicat. Juntament amb la revista Das Reich era un dels principals òrgans divulgatius del govern hitlerià.
Intervistat pel Völkischer Beobachter, que li demanava per què la depuració a Barcelona va ser tan obsessiva, Ramón Serrano Suñer, ministre de Governació va respondre: «He visitat Barcelona i tot el que hi he vist m’ha produït una viva emoció. La ciutat està absolutament boltxevitzada [...]. A Barcelona els rojos han ofegat l'esperit espanyol».

## ElVölkischer Beobachtera l'humor jueu
Salomon Kalmoviz, un jueu refugiat a temps, torna a la seva Viena natal després de la guerra el 1945. Cada dia demana al seu quiosquer el Völkischer Beobachter i aquest li respon que no havia sortit. Fins que al cap d'uns dies s'irrita i diu «no ha sortit i no sortirà mai més». Kalmoviz respon: «ja ho sé, però és que m'agrada començar el dia amb una bona notícia.».